# トルミデス
トルミデス（希: Τολμίδης、ラテン文字転記：Tolmides、？-紀元前447年）は第一次ペロポネソス戦争で活躍したアテナイの将軍である。
トルミデスはトルマイオスの子である。紀元前455年にトルミデスはアテナイ人にペロポネソス半島を周航して略奪することを提案し、容れられた。彼は4000人の重装歩兵を50隻の三段櫂船に乗り込ませて出航した。彼らはスパルタの外港ギュテイオンの造船所を焼き払い、ラコニアのメトネ、カルキス、ボイアイ、キュテラ島を次々と占領して回り、シキュオンに上陸すると迎え撃ってきたシキュオン軍を破って市内に追い詰めた。そして、ザキュントスとケファレニアを味方につけ、ナウパクトスを占領してスパルタに反乱を起こしたものの敗れたメッセニア人たちを住まわせた。以上の成果を挙げた後、トルミデスはアテナイに帰った。紀元前453年に彼はエウボイア島とナクソス島を奪取してアテナイ市民1000人に分配した。
紀元前447年にボイオティアが反アテナイの反乱を起こすとトルミデスはアテナイ軍1000人および同盟軍を率いてボイオティアに侵攻した。彼はカイロネイアを落としたものの、コロネイアでボイオティア、ロクリス、エウボイア連合軍の待ち伏せを受けて敗死した（コロネイアの戦い）。この敗北によってアテナイはボイオティアの支配権を失った。

## 註
1. ↑  トゥキュディデス, I. 108
2. ↑  ディオドロス, XI. 84
3. 1 2  パウサニアス, I. 27. 5
4. ↑  ディオドロス, XI. 88
5. ↑  トゥキュディデス, I. 113
6. ↑  ディオドロス, XII. 6